# Vedrni kopač
Vedrni kopač (angleško bucket-wheel excavator (BWE)) je bager težke kategorije, ki se uporablja v večjih dnevnih kopih za kontinuiran odkop prekrivnega materiala in razkrivanje rudnin in razsutega tovora blizu površja. Ni primeren za izkop trdnega materiala. Uporablja se na območju z geološkimi nepravilnostmi, geološkimi šivi in horizontalnih ležiščih rud nepravilnih oblik. Pogosto se uporablja tudi na nahajališčih, kjer je rudnina mešana z sedimentom, ki bi otežil sam izkop rudnine. BWE se pogosto uporabljajo v rudarstvu lignita v Evropi, Avstraliji in Indiji. V teh rudnikih bagri odlagajo prekrivni material in premog na visokohitrostne pasovne tekoče trakove z visoko nosilnostjo za prevoz do miniranih površin jame oziroma zaloge premoga. V Združenih državah so bagre na kolesih uporabljali v kombinaciji z lopatami ali vlečnimi vrvmi, s kolesi, ki obdelujejo mehke plasti tal in gline ter lopato ali vlečno vrv, ki odstranjuje trde plasti.

## Zgradba
Visoki so do 96 m, 225 metrov dolgi in težki 14.200 ton, kar jih uvršča med največja in najtežja kopenska vozila. Kolo z vedri ima premer več kot 20 metrov z 20 vedri z kapaciteto 15 m³. Lahko operirajo v ekstremnih pogojih pri nizkih temperaturah do −45 °C.

Ime so dobili po okrogli rezalni glavi z zajemalkami, ki pobirajo razsuti material. Celotna konstrukcija je pripeta na roko, na kateri se obrača in vrti. Starejši modeli so vsebovali žlebove za vsako zajemalko posebej, današnji primerki pa vsebujejo fiksni žleb za vse zajemalke skupaj. Izkopanina je pogosto speljana do razdelilnih ogrodij, ki material razdeli in ga ponese do glavnega transportnega sistema, največkrat je to tekoči trak.

Celotni rezalni sistem uravnava sistem protiuteži, ki se na manjših primerkih nahajajo na spodnjem delu nadgradnje, na primerkih srednje in velike velikosti pa na zgornjem delu nadgradnje. Na večjih kopačih so roke podprte z kabli, ki tečejo čez nosilne stolpe na vrhu nadgradnje. Starejši modeli se premikajo s pomočjo tirnic, novejši so opremljeni z gosenicami za večjo mobilnost in boljšo razporeditev mase na pogostokrat razmočenih tleh dnevnega kopa.

Velikost kopača je odvisna od njegove predvidene namembnosti. Najmanjši imajo dolžino roke le okrog 6 m, tehtajo okrog 50 ton in imajo zmožnosti premika 100 m³ prekrivnega materiala na uro. Večje velikosti dosežejo dolžino roke do 80 m, njihove mase so v povprečju do 13.000 ton. Srednje veliki bagri imajo zmožnosti izkopa okrog 12.500 m³ na uro.  Največji bager na svetu, TAKRAF Bagger 293, meri v dolžino 225 m in ima zmožnosti izkopa 240.000 m³. Kopači so tudi manj popularni v ZDA in so v povprečju manjši od uporabljenih v Nemčiji.

## Zgodovina
Enako kot pri razvoju verižnega kopača, je bil tu glavni korak v razvoju vedrnih kopačev prehod iz uporabe pare na uporabo elektrificiranih pogonov. 
Prvič so se uporabljali že v rudnikih v 20. letih 20. stoletja, čeprav so v splošno uporabo prišli šele v 30. letih 20. stol. V 50. letih 20. stoletja sta dve nemški rudarski družbi naročili prve kopače nadstandardnih velikosti na svetu. Zgrajeni so bili tri bagri za pridobivanje lignita v bližini Kölna v Nemčiji. Nemški BWE-ji so imeli kolo s premerom več kot 16 m. Tehtali so 5000 ton in v dolžino merili več kot 180 m. Stali so na 18 gosenicah in imel je svojo lastno progo za odvoz lignita. Stali so približno 47602230$ (upoštevajoč inflacijo). Nastali so kot plod prizadevanja stroke, ki je stremela k povečanju izkopa premoga in posledično avtomatizaciji premogovnikov. Mehanizacija premogovnikov je navkljub zmanjšanju potrebe po rudarjih, zaposlenim zvišala varnost delovnega mesta in zmanjšala možnost rudarskih nesreč.